# Municipio de Butler (condado de Knox)
El municipio de Butler (en inglés: Butler Township) es un municipio ubicado en el condado de Knox en el estado estadounidense de Ohio. En el año 2010 tenía una población de 1171 habitantes y una densidad poblacional de 18,53 personas por km².

## Geografía
El municipio de Butler se encuentra ubicado en las coordenadas 40°20′47″N 82°14′1″O / 40.34639, -82.23361. Según la Oficina del Censo de los Estados Unidos, el municipio tiene una superficie total de 63.18 km², de la cual 62,83 km² corresponden a tierra firme y (0,55 %) 0,35 km² es agua.

## Demografía
Según el censo de 2010, había 1171 personas residiendo en el municipio de Butler. La densidad de población era de 18,53 hab./km². De los 1171 habitantes, el municipio de Butler estaba compuesto por el 98,21 % blancos, el 0,26 % eran afroamericanos, el 0,09 % eran amerindios, el 0,09 % eran asiáticos y el 1,37 % eran de una mezcla de razas. Del total de la población el 0,51 % eran hispanos o latinos de cualquier raza.